# Perlesta golconda
Perlesta golconda és una espècie d'insecte plecòpter pertanyent a la família dels pèrlids. que es troba a Nord-amèrica: Illinois, Iowa, Missouri i Nebraska, incloent-hi el riu Ohio.